# 西固縣
西固縣，在甘肅省武都縣西北二百二十里。漢代置羌道縣；東漢因之；晉代廢；北魏為石門縣地；隋代以後為將利縣地；元代置漢番千戶所；明代改名西固千戶所；清代為西固堡，屬階州；民國二年（1913年）四月，析置縣，三年（1914年）6月，劃屬甘肅渭川道；國民政府成立，廢道，直屬甘肅省政府。